# St.-Johannes-Kapelle (Zarten)

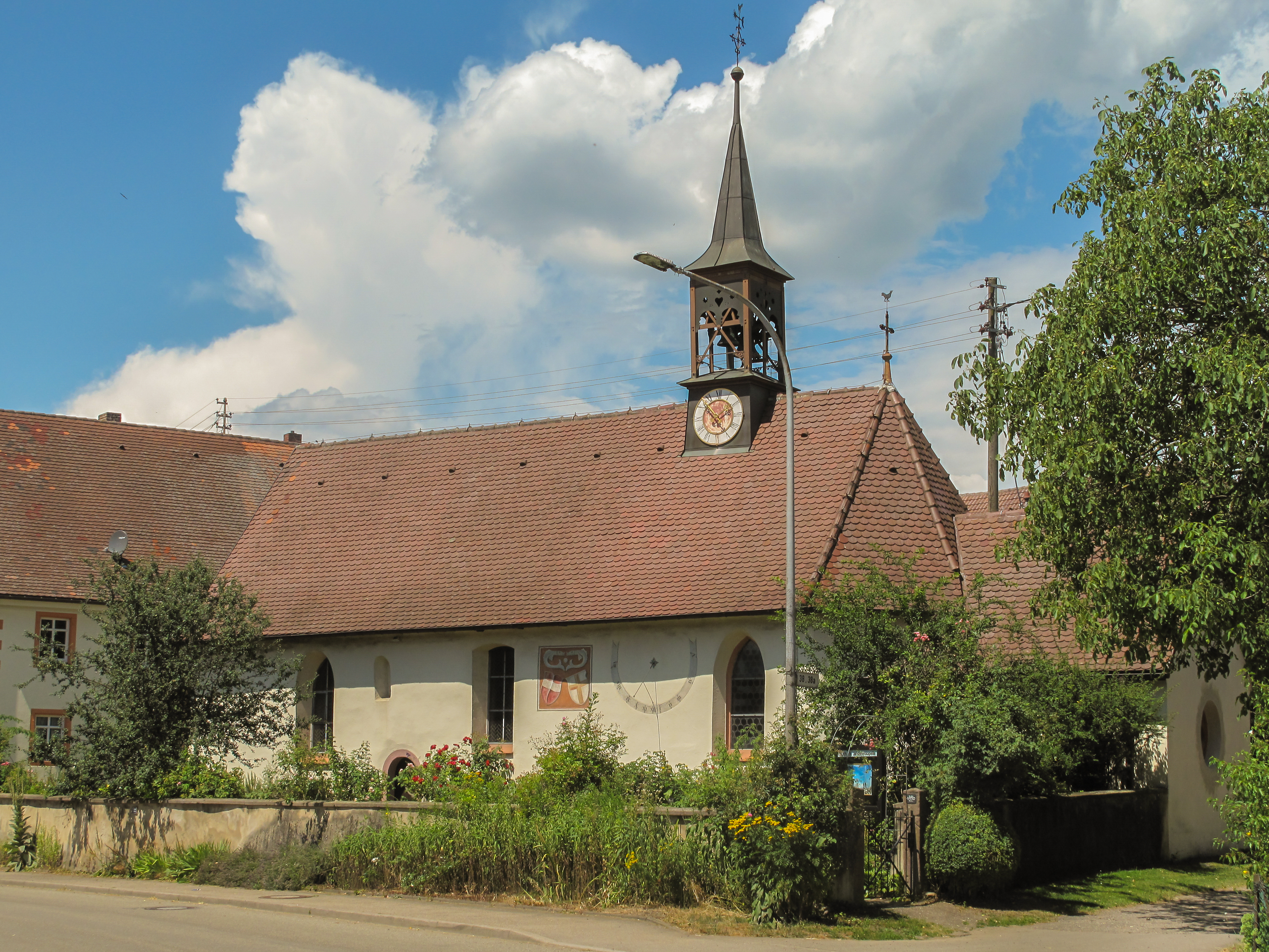
Johanneskapelle in Zarten

Die St.-Johannes-Kapelle ist ein römisch-katholisches Kirchengebäude im Ortsteil Zarten der Gemeinde Kirchzarten im baden-württembergischen Landkreis Breisgau-Hochschwarzwald. Sie ist Filialkirche der Pfarrgemeinde Stegen in der Seelsorgeeinheit Dreisamtal des Dekanats Neustadt im Erzbistum Freiburg. Sie ist Johannes dem Täufer geweiht, dessen Fest am 24. Juni gefeiert wird.

## Geschichte
Mit der Erwähnung in der Schenkungsurkunde eines alemannischen Cozpert an das Kloster St. Gallen im Jahr 816 ist die Zartener Kapelle das älteste Gotteshaus im gesamten Dreisamtal. Der heutige Bau geht ursprünglich auf das 11. Jahrhundert zurück, wovon ein 1965 entdecktes und 1984 freigelegtes romanisches Fenster zeugt. Durch spätere Veränderungen hat sie äußerlich eher gotischen Charakter bekommen. Die Innenausstattung hingegen macht einen barocken Eindruck. Wahrscheinlich ist der Hauptaltar aber erst nach der Säkularisation 1806 hierhergekommen. 1878 wurden ein Dachreiter aufgesetzt und eine Sakristei angebaut.
1958 wurde die Filiale Zarten der Kirchzartener Pfarrgemeinde der neu gegründeten Pfarrgemeinde Stegen zugeteilt.
Nach einer umfassenden Renovierung im Jahr 1984, bei der auch die vor 1700 bemalte Holzdecke freigelegt werden konnte, wurde die Kapelle am 25. November 1985 neu geweiht. 2004 wurde dann im Dachgeschoss, das wegen der Kassettendecke nicht zugänglich ist, eine 500 Jahre alte Seccomalerei mit einer Passionsszene über dem Chorbogen entdeckt. Vor Einbau der Holzdecke hatte die Kapelle ein Tonnengewölbe.
2008 wurde von privater Seite eine kleine Orgel gestiftet, 2010 wurde der Chorraum durch einen Zelebrationsaltar und einen Ambo ergänzt.
Der Garten rund um die Kirche, ehemals Friedhof, wurde 1987–1991 durch die Gemeinde Kirchzarten im Rahmen einer Dorfentwicklungsmaßnahme angelegt und 2014/15 saniert.

## Bauwerk

### Äußeres
Das geostete ursprünglich rechteckige Gebäude wurde noch im Mittelalter durch einen Chorraum ergänzt, der einen polygonalen Abschluss hat. Auf der Südseite befindet sich eine Sonnenuhr, daneben sind die Wappen von Freiburg im Breisgau und Vorderösterreich aufgemalt, die über mehrere Jahrhunderte die Talherrschaft ausgeübt hatten. Durch ein rundbogiges Portal auf der Westseite oder durch ein kleineres, ebenfalls rundbogiges Portal auf der Südseite kann die Kapelle betreten werden. 

### Altäre
Der wahrscheinlich nicht ursprünglich für dieses Gebäude gefertigte Hauptaltar in barockem Stil zeigt auf dem zentralen Gemälde die Taufe Jesu durch Johannes den Täufer und passt somit zum Patrozinium der Kapelle am 24. Juni. Über dem großen Altarbild findet man eine Darstellung des Apostels Johannes, dessen Gedenktag der 27. Dezember ist. Hier sind also „Sommerhans“ und „Winterhans“, wie sie der Volksmund nach ihren Gedenktagen auch nennt, vereint. Die beiden Skulpturen zur Seite des Altarbilds stellen links den heiligen Blasius, kenntlich an den gekreuzten Kerzen, und rechts den heiligen Hubertus dar. An den Wänden links und rechts vom Hauptaltar wurden 1965 zwei Fresken freigelegt, die links Johannes den Täufer und rechts die heilige Margareta zeigen.
Die Seitenaltäre wurden für die Kapelle geschaffen; sie tragen links eine Statue der Maria Immaculata (um 1800) und rechts eine Skulptur der heiligen Margareta, die der Legende entsprechend eine Schlange zertritt. Diese wird dem Bildhauer Matthias Faller zugeschrieben. Eine niedere Empore schließt den Kirchenraum gegen Westen ab. Die Orgel, üblicherweise hier zu finden, steht aber in der Nähe des Altars.

### Orgel
Die Orgel der Kapelle stammt als Dauerleihgabe aus dem Privatbesitz von Gerhard Schillinger und umfasst drei Register (Gedeckt 8', Flöte 4', Prinzipal 2') mit 168 Pfeifen. Erbaut wurde das Instrument im Jahr 1988 von Hubert Stucki, Mitarbeiter der Werkstatt Mathis Orgelbau.

### Glocken
Von einer Glocke wurde schon 1807 berichtet. Aber der eiserne Dachreiter, auf der Südseite, zur Straße hin, mit einer Uhr versehen, wurde erst 1878 errichtet. Er enthält zwei Glocken aus Bronze (Schlagtöne f"-3 und as"-3), von denen eine aus dem Jahr 1922 stammt; die zweite wurde nach dem Zweiten Weltkrieg gegossen als Ersatz für eine zuvor zu Kriegszwecken eingezogene Glocke. Beide wurden von der Glockengießerei Grüninger hergestellt. Die größere Glocke sorgt für den Uhrschlag:  ein Schlag zur halben Stunde und zur vollen Stunde die Schlagzahl der jeweiligen Uhrzeit. Der Dachreiter wurde 2021 saniert.

## Garten
Der St.-Johannes-Garten soll an die Tradition der Kloster- und Bauerngärten erinnern. Er enthält die Urformen von Pflanzen mit christlichem Symbolgehalt, die zum großen Teil aber schon in vorchristlicher Zeit von Bedeutung waren. Er wird nach den Richtlinien des biologisch-dynamischen Landbaus gepflegt und ergänzt, unter anderem wachsen dort historische Rosensorten.

## Galerie

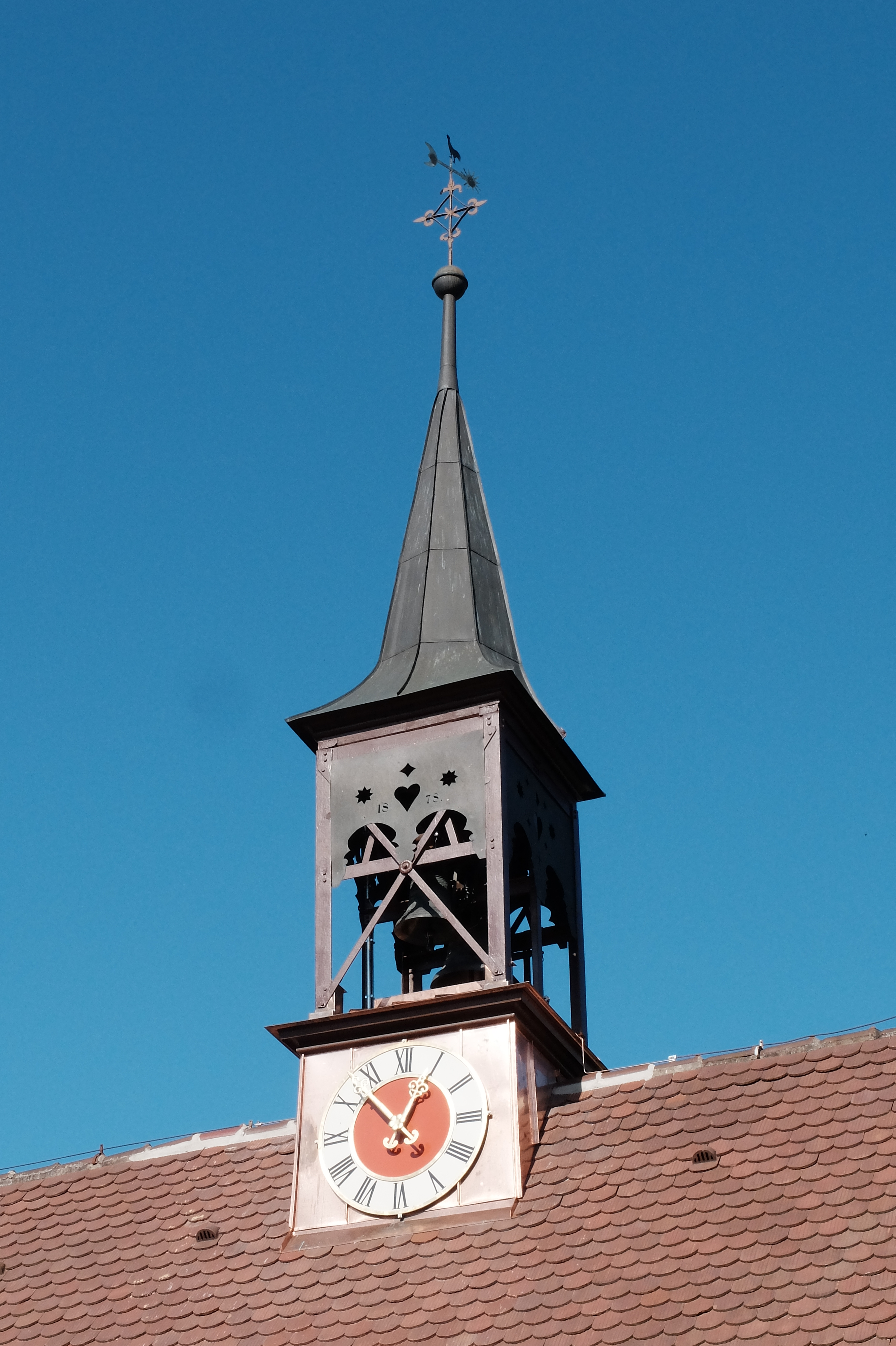
Dachreiter mit Uhr (2021)
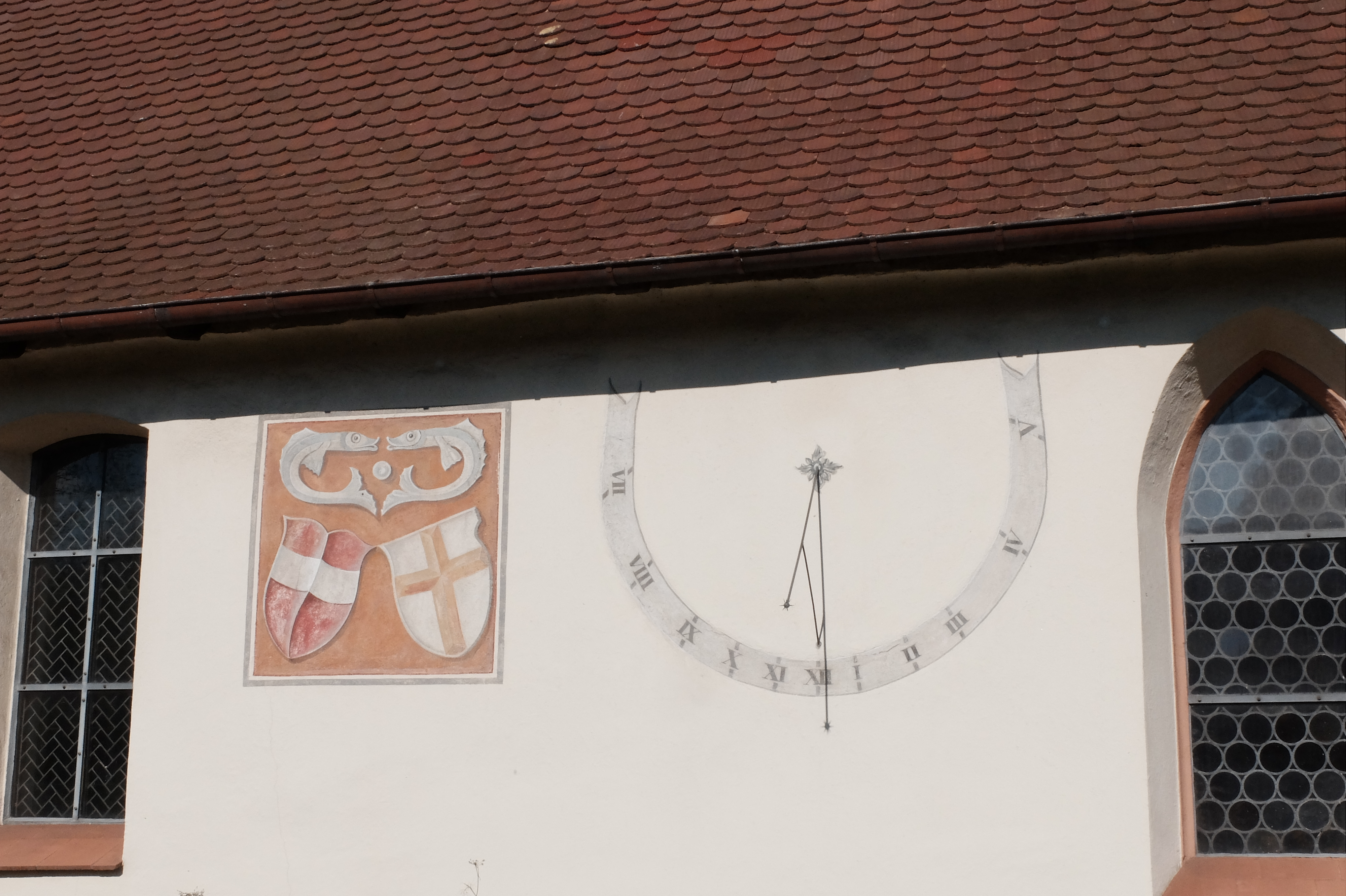
Sonnenuhr
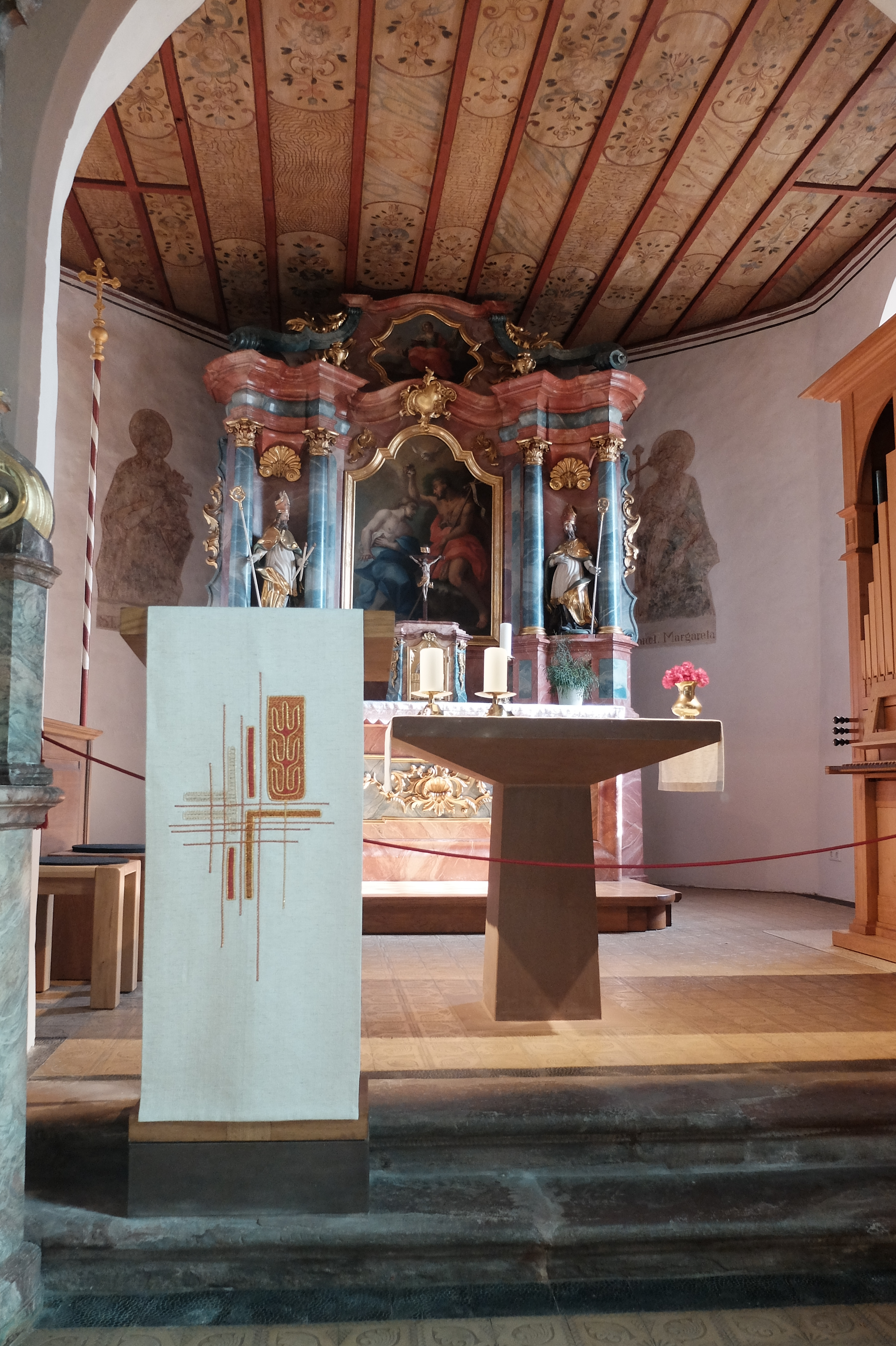
Altarraum
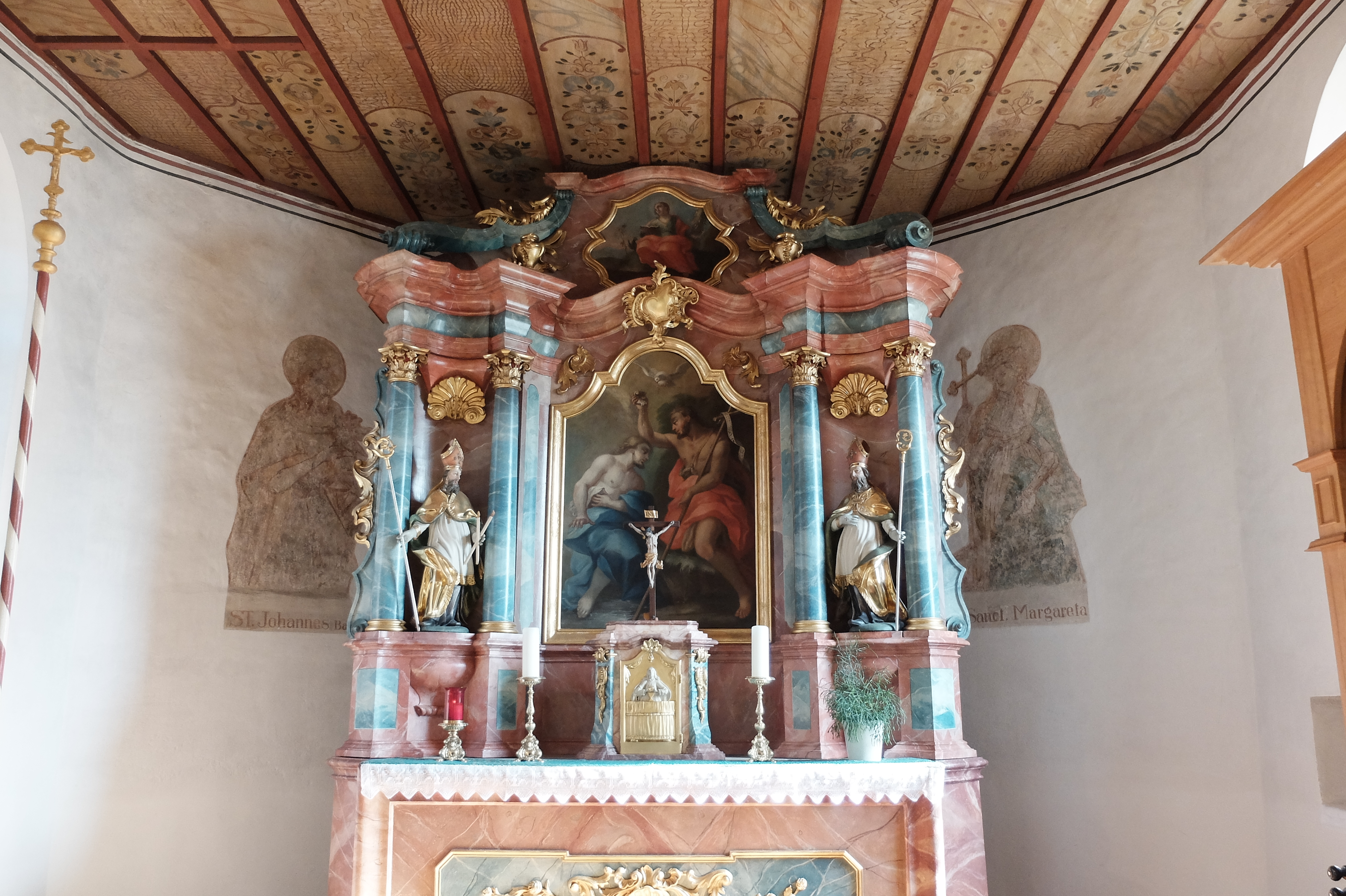
Hauptaltar
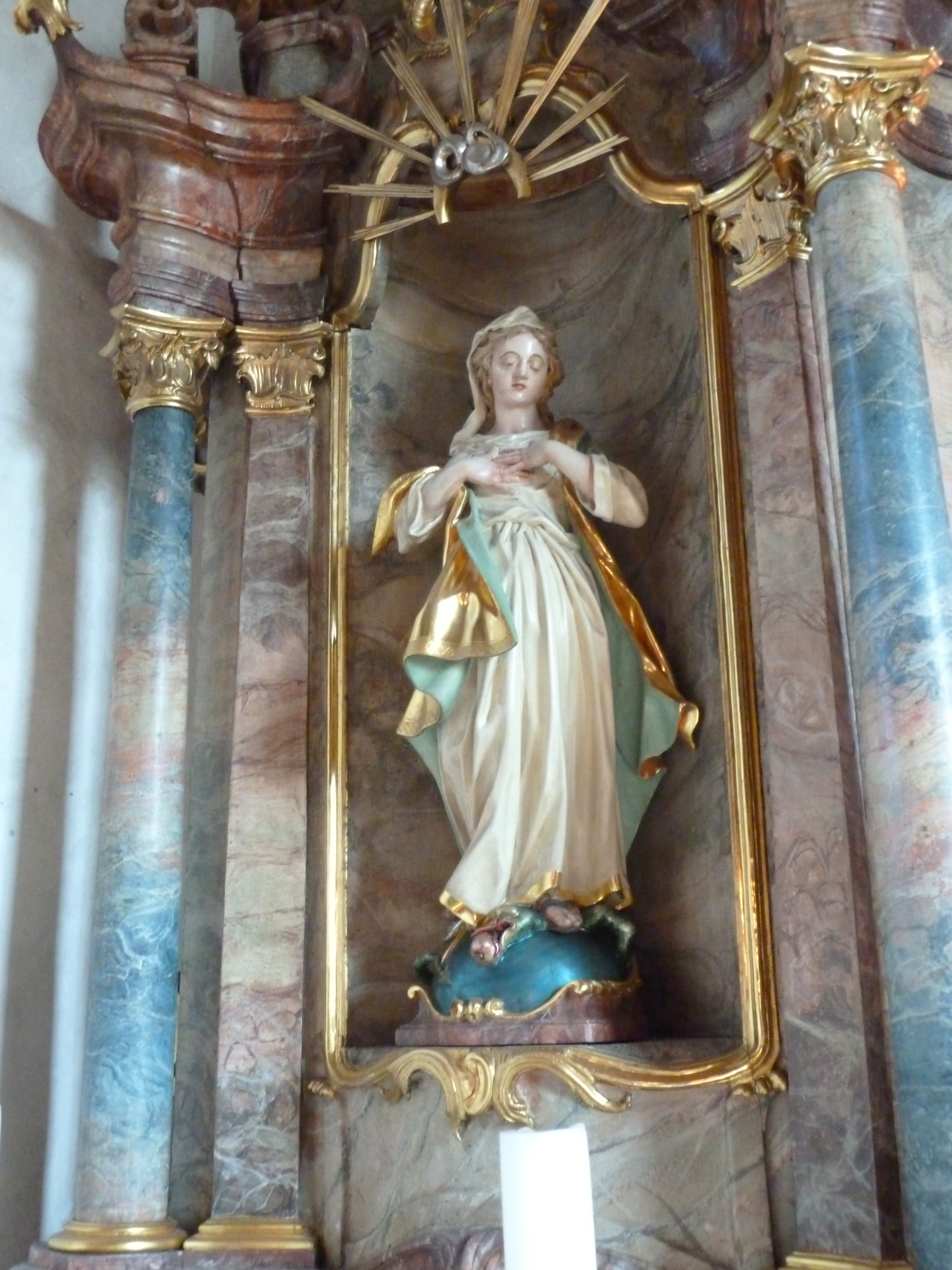
Maria Immaculata